# DNA (band)
DNA was een Amerikaanse band die in 1977 werd geformeerd door gitarist Arto Lindsay en toetsenist Robin Crutchfield en werd later vergezeld door drummer Ikue Mori en bassist Tim Wright. Ze werden geassocieerd met het eind jaren 1970 New York no wavecircuit en stonden op de compilatie No New York uit 1978.

## Bezetting
Voormalige leden
- Arto Lindsay
- Robin Crutchfield[2]
- Gordon Stevenson[3]
- Mirielle Cervenka[4]
- Ikue Mori
- Tim Wright[5]

## Geschiedenis
DNA bestond oorspronkelijk uit Lindsay, Crutchfield, Gordon Stevenson en Mirielle Cervenka en ontleende hun naam aan een nummer van de no wave-band Mars. Stevenson ging bas spelen voor Teenage Jesus & the Jerks. Cervenka was de jongere zus van Exene Cervenka van X. Terry Ork, hoofd van Ork Records, boekte de band bij Max's Kansas City voor hun eerste show. Cervenka en Stevenson vertrokken nadat ze dit hadden gehoord. Lindsay en Crutchfield rekruteerden haastig Ikue Mori - die op dat moment weinig Engels beheerste en geen muzikale ervaring had - als drummer van DNA. Deze bezetting speelde af en toe bij CBGB en Max's Kansas City en nam een 7" single op. In hun eerste jaar hadden ze hun reputatie als een paradigmatische no wave band verstevigd, toen Brian Eno hen selecteerde als een van de vier bands, gedocumenteerd op de lp No New York, de eerste opname die geen wave-bands blootstelde aan een publiek buiten Lower Manhattan. De andere drie bands die op dit album verschenen waren The Contortions, Teenage Jesus & the Jerks en Mars.
Kort na de opname van No New York verliet Crutchfield DNA om de nieuwe band Dark Day te vormen. Hij werd vervangen door Tim Wright, voorheen van de band Pere Ubu uit Cleveland. Omdat Wright basgitaar speelde en geen keyboards en het enige lid van de band was dat een conventionele instrumentale techniek had, was de verandering in het geluid van DNA dramatisch. De muziek werd nog spaarzamer en hoekiger, met de baslijnen van Wright die een soms dreigend geluid creëerden om Lindsay's schrapende, atonale gitaar en Mori's onregelmatige ritmes te ondersteunen. Hun songstructuren werden strakker, korter, abstracter en worden vergeleken met haiku's. De DNA-bezetting van Lindsay-Mori-Wright ontwikkelde tussen 1979 en 1982 een cultstatus, maar misschien kwamen meer van hun fans uit de kunstwereld dan uit het rockpubliek. Liveshows waren frequent in deze periode, maar zelden buiten het CBGB/Mudd Club/Tier 3-circuit in Lower Manhattan.

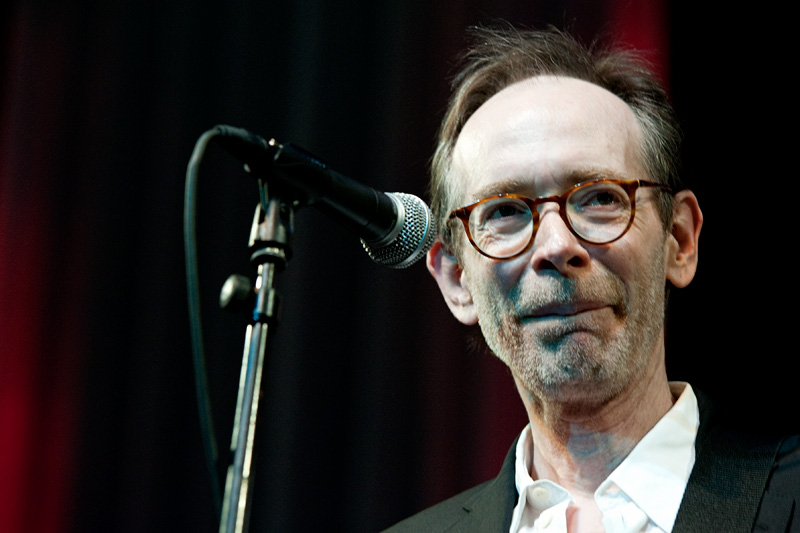
DNA (band)

Het 10 minuten durende debuutalbum A Taste of DNA, werd opgenomen voor het Amerikaanse Clavé-label van Kip Hanrahan en werd later uitgebracht bij Rough Trade Records in 1980. Sommige live DNA-nummers verschenen op compilatiealbums, terwijl de band nog bestond. Lindsay, Mori en Wright besloten de band in 1982 te ontbinden. Een maatstaf voor de cultus die de band had ontwikkeld, was dat de laatste concerten drie opeenvolgende uitverkochte avonden waren bij CBGB. De laatste toegift van DNA was een cover van Whole Lotta Love van Led Zeppelin. Dit staat niet op de cd Last Live at CBGB, die meer dan tien jaar later op het Avant-label van John Zorn werd uitgebracht. Lindsay en Mori en in mindere mate Crutchfield, zijn actief gebleven in de muziek. DNA on DNA, een uitgebreide cd-kroniek van de band, werd in 2004 uitgebracht door No More Records.
De band is te zien in de film Downtown 81 met Jean-Michel Basquiat in de hoofdrol. De rockband Blonde Redhead dankt zijn naam aan een DNA-nummer.

## Discografie

### Livealbums
- 1993: DNA (Last Live at CBGB's), (Avant Records) (Japan), (cd)

### Compilatiealbums
- 2004: DNA on DNA (No More Records)

### Ep's
- 1981: A Taste of DNA (American Clavé) (AMCL) (12")

### Singles
- 1978: You & You / Little Ants (Lust/Unlust Music)

### Compilatie optredens
- 1978: No New York: meerdere artiesten (vier DNA-nummers) (Antilles), (lp)
- 1981: The Fruit of Original Sin: meerdere artiesten (drie DNA-nummers) (Les Disques Du Crepuscule) (2xlp)
- 1993: American Clavé Sampler: meerdere artiesten (een DNA-nummer) American Clave (USA), AMCL (2xcd)